# 올림픽 영국 선수단
영국은 제1회 근대 올림픽인 1896년 하계 올림픽에 첫 참가한 이래 모든 대회에 빠짐없이 참가하고 있으며, 역대 올림픽 메달 집계에서도 3위를 차지하고 있는 올림픽 강국이다. 영국의 수도 런던은 하계 올림픽을 3회 유치 (1908년, 1948년, 2012년)한 도시이기도 하다.
선수단의 정식 명칭은 그레이트브리튼 북아일랜드 올림픽 선수단(Great Britain and Northern Ireland Olympic Team), 약칭 '팀 GB' (Team GB)이며, 영국의 국가 올림픽 위원회인 영국 올림픽 협회 (BOA)가 조직을 맡고 있다. 영국 선수단은 영국 본토 뿐만 아니라 왕실속령 (건지섬, 저지섬, 맨섬)과 해외 영토 출신 선수들도 대표한다. 다만 해외 영토 가운데 버뮤다, 케이맨 제도, 영국령 버진아일랜드는 자체 선수단을 꾸려 참가하고 있다. 또한 북아일랜드 출신 선수는 영국 선수단과 아일랜드 선수단 중 한 곳을 골라 출전할 수 있다.
영국 선수단의 역대 메달 획득 기록을 합하면 총 950여개에 달하며, 그 가운데 910여개는 하계 올림픽에서 획득한 메달로 매 대회마다 최소 1개의 금메달 획득 기록이 나왔다. 동계 올림픽에서 획득한 메달은 30여 개로 다소 부진한 편이며 이 가운데 금메달 기록은 10여개에 달한다. 종합순위 기록은 1908년 하계 올림픽에서 1위를 기록한 것이 최고 기록이며, 2016년 하계 올림픽에서 2위를, 1900년, 1912년, 1920년, 2012년 하계 올림픽에서 3위를 기록하였다.
역사상 가장 많은 올림픽 금메달과 메달을 획득한 선수는 트랙 사이클 종목의 제이슨 케니 선수로 금메달 7개, 총 메달수 9개를 기록하였다. 최다 메달을 기록한 여성 선수로는 사이클의 데임 로라 케니 선수와 승마의 샬럿 듀자딘으로 두 사람 모두 6개의 메달을 거머쥐었다. 제이슨 케니는 6개 메달 중 5개 메달이 금메달로 이 역시 여성 선수로는 최다 기록이다. 동계 올림픽에서 가장 많은 메달을 획득한 선수는 스켈레톤 종목의 리지 야놀드로 금메달 2개를 획득하였다.

## 유치 대회
영국은 현재까지 총 3번의 하계 올림픽율 유치하였으며 모두 런던에서 치러졌다. 한 도시가 올림픽을 3회 개최한 다른 사례로는 미국 로스앤젤레스와 프랑스 파리가 있다. 런던은 1944년 하계 올림픽도 유치하였으나 제2차 세계 대전의 영향으로 개최가 취소되었다.
영국은 2016년 리우데자네이루 올림픽에서 총 67개 메달을 획득, 직전 대회 개최국으로는 처음으로 지난 대회보다 더 많은 메달을 획득한 진기록을 세웠다.

### 유치 대회
| 대회               | 유치도시 | 개최기간           | 참가국  | 참가선수 | 종목수 |
| ------------------ | -------- | ------------------ | ------- | -------- | ------ |
| 1908년 하계 올림픽 | 런던     | 4월 27일~10월 31일 | 22개국  | 2,008명  | 110개  |
| 1944년 하계 올림픽 | 런던     | 취소               | 취소    | 취소     | 취소   |
| 1948년 하계 올림픽 | 런던     | 7월 29일~8월 14일  | 59개국  | 4,104명  | 136개  |
| 2012년 하계 올림픽 | 런던     | 7월 27일~8월 12일  | 204개국 | 10,820명 | 302개  |

### 유치 실패
| 대회               | 후보도시 | 최종 유치도시         |
| ------------------ | -------- | --------------------- |
| 1992년 하계 올림픽 | 버밍엄   | 스페인 바르셀로나     |
| 1996년 하계 올림픽 | 맨체스터 | 미국 애틀랜타         |
| 2000년 하계 올림픽 | 맨체스터 | 오스트레일리아 시드니 |

## 메달 집계
개최국 자격

### 하계 올림픽
| 대회                  | 선수      | 금메달    | 은메달    | 동메달    | 총합      | 순위      |
| --------------------- | --------- | --------- | --------- | --------- | --------- | --------- |
| 1896년 아테네         | 8         | 2         | 3         | 2         | 7         | 5         |
| 1900년 파리           | 103       | 15        | 8         | 9         | 32        | 3         |
| 1904년 세인트루이스   | 3         | 1         | 1         | 0         | 2         | 9         |
| 1908년 런던           | 676       | 56        | 51        | 39        | 146       | 1         |
| 1912년 스톡홀름       | 293       | 10        | 15        | 16        | 41        | 3         |
| 1920년 안트베르펜     | 204       | 14        | 15        | 13        | 42        | 3         |
| 1924년 파리           | 307       | 9         | 13        | 12        | 34        | 4         |
| 1928년 암스테르담     | 234       | 3         | 10        | 7         | 20        | 11        |
| 1932년 로스앤젤레스   | 74        | 4         | 7         | 5         | 16        | 8         |
| 1936년 베를린         | 225       | 4         | 7         | 3         | 14        | 10        |
| 1948년 런던           | 375       | 3         | 14        | 6         | 23        | 12        |
| 1952년 헬싱키         | 293       | 1         | 2         | 8         | 11        | 18        |
| 1956년 멜버른         | 200       | 6         | 7         | 11        | 24        | 8         |
| 1960년 로마           | 252       | 2         | 6         | 12        | 20        | 12        |
| 1964년 도쿄           | 199       | 4         | 12        | 2         | 18        | 10        |
| 1968년 멕시코시티     | 237       | 5         | 5         | 3         | 13        | 10        |
| 1972년 뮌헨           | 310       | 4         | 5         | 9         | 18        | 12        |
| 1976년 몬트리올       | 234       | 3         | 5         | 5         | 13        | 13        |
| 1980년 모스크바       | 222       | 5         | 7         | 9         | 21        | 9         |
| 1984년 로스앤젤레스   | 355       | 5         | 11        | 21        | 37        | 11        |
| 1988년 서울           | 382       | 5         | 10        | 9         | 24        | 12        |
| 1992년 바르셀로나     | 389       | 5         | 3         | 12        | 20        | 13        |
| 1996년 애틀랜타       | 303       | 1         | 8         | 6         | 15        | 36        |
| 2000년 시드니         | 310       | 11        | 10        | 7         | 28        | 10        |
| 2004년 아테네         | 270       | 9         | 9         | 12        | 30        | 10        |
| 2008년 베이징         | 313       | 19        | 13        | 19        | 51        | 4         |
| 2012년 런던           | 541       | 29        | 18        | 18        | 65        | 3         |
| 2016년 리우데자네이루 | 366       | 27        | 23        | 17        | 67        | 2         |
| 2020년 도쿄           | 376       | 22        | 20        | 22        | 64        | 4         |
| 2024년 파리           | 개최 예정 | 개최 예정 | 개최 예정 | 개최 예정 | 개최 예정 | 개최 예정 |
| 2028년 로스앤젤레스   | 개최 예정 | 개최 예정 | 개최 예정 | 개최 예정 | 개최 예정 | 개최 예정 |
| 2032년 브리즈번       | 개최 예정 | 개최 예정 | 개최 예정 | 개최 예정 | 개최 예정 | 개최 예정 |
| 총합                  | 총합      | 284       | 318       | 314       | 916       | 3         |

### 동계 올림픽
| 대회                         | 선수      | 금메달    | 은메달    | 동메달    | 총합      | 순위      |
| ---------------------------- | --------- | --------- | --------- | --------- | --------- | --------- |
| 1924년 샤모니                | 45        | 1         | 1         | 2         | 4         | 6         |
| 1928년 장크트모리츠          | 33        | 0         | 0         | 1         | 1         | 8         |
| 1932년 레이크플래시드        | 4         | 0         | 0         | 0         | 0         | –         |
| 1936년 가르미슈파르텐키르헨  | 39        | 1         | 1         | 1         | 3         | 7         |
| 1948년 장크트모리츠          | 55        | 0         | 0         | 2         | 2         | 13        |
| 1952년 오슬로                | 20        | 1         | 0         | 0         | 1         | 8         |
| 1956년 코르티나담페초        | 45        | 0         | 0         | 0         | 0         | –         |
| 1960년 스쿼밸리              | 17        | 0         | 0         | 0         | 0         | –         |
| 1964년 인스부르크            | 49        | 1         | 0         | 0         | 1         | 11        |
| 1968년 그르노블              | 46        | 0         | 0         | 0         | 0         | –         |
| 1972년 삿포로                | 40        | 0         | 0         | 0         | 0         | –         |
| 1976년 인스부르크            | 50        | 1         | 0         | 0         | 1         | 12        |
| 1980년 레이크플래시드        | 50        | 1         | 0         | 0         | 1         | 11        |
| 1984년 사라예보              | 54        | 1         | 0         | 0         | 1         | 11        |
| 1988년 캘거리                | 57        | 0         | 0         | 0         | 0         | –         |
| 1992년 알베르빌              | 54        | 0         | 0         | 0         | 0         | –         |
| 1994년 릴레함메르            | 35        | 0         | 0         | 2         | 2         | 21        |
| 1998년 나가노                | 33        | 0         | 0         | 1         | 1         | 22        |
| 2002년 솔트레이크시티        | 51        | 1         | 0         | 1         | 2         | 18        |
| 2006년 토리노                | 40        | 0         | 1         | 0         | 1         | 21        |
| 2010년 밴쿠버                | 50        | 1         | 0         | 0         | 1         | 19        |
| 2014년 소치                  | 56        | 1         | 1         | 3         | 5         | 19        |
| 2018년 평창                  | 58        | 1         | 0         | 4         | 5         | 19        |
| 2022년 베이징                | 50        | 1         | 1         | 0         | 2         | 19        |
| 2026년 밀라노-코르티나담페초 | 개최 예정 | 개최 예정 | 개최 예정 | 개최 예정 | 개최 예정 | 개최 예정 |
| 총합                         | 총합      | 12        | 5         | 17        | 34        | 18        |

### 하계 올림픽 종목별 메달 집계
| 종목           | 금  | 은  | 동  | 합계 |
| -------------- | --- | --- | --- | ---- |
| 육상           | 55  | 83  | 72  | 210  |
| 사이클         | 38  | 35  | 27  | 100  |
| 조정           | 31  | 25  | 14  | 70   |
| 요트           | 31  | 21  | 12  | 64   |
| 수영           | 20  | 29  | 30  | 79   |
| 복싱           | 20  | 15  | 27  | 62   |
| 테니스         | 17  | 14  | 12  | 43   |
| 사격           | 13  | 15  | 19  | 47   |
| 승마           | 13  | 12  | 15  | 40   |
| 카누           | 5   | 8   | 6   | 19   |
| 하키           | 4   | 2   | 7   | 13   |
| 근대5종        | 4   | 2   | 3   | 9    |
| 체조           | 3   | 4   | 11  | 18   |
| 레슬링         | 3   | 4   | 10  | 17   |
| 트라이애슬론   | 3   | 3   | 2   | 8    |
| 수구           | 3   | 0   | 0   | 3    |
| 축구           | 3   | 0   | 0   | 3    |
| 다이빙         | 2   | 3   | 8   | 13   |
| 태권도         | 2   | 3   | 4   | 9    |
| ( 폴로 )       | 2   | 3   | 1   | 6    |
| 양궁           | 2   | 2   | 5   | 9    |
| ( 라켓 )       | 2   | 2   | 3   | 7    |
| ( 줄다리기 )   | 2   | 2   | 1   | 5    |
| ( 모터레이싱 ) | 2   | 0   | 0   | 2    |
| 펜싱           | 1   | 8   | 0   | 9    |
| 역도           | 1   | 4   | 3   | 8    |
| 골프           | 1   | 1   | 1   | 3    |
| ( 크리켓 )     | 1   | 0   | 0   | 1    |
| 유도           | 0   | 8   | 12  | 20   |
| 럭비           | 0   | 3   | 0   | 3    |
| 마라톤 수영    | 0   | 2   | 1   | 3    |
| 배드민턴       | 0   | 1   | 2   | 3    |
| ( 죄드폼 )     | 0   | 1   | 1   | 2    |
| ( 라크로스 )   | 0   | 1   | 0   | 1    |
| 스케이트보드   | 0   | 0   | 1   | 1    |
| 합계 (35개)    | 284 | 316 | 310 | 910  |

- 위 집계에는 총 7개 메달 (금 1, 은 2, 동 4) 기록이 제외되었다. 각각 1908년 런던 올림픽과 1920년 안트베르펜 올림픽의 피겨스케이팅 종목에서 획득한 메달이다.

### 동계 올림픽 메달 집계
| 종목         | 금 | 은 | 동 | 합계 |
| ------------ | -- | -- | -- | ---- |
| 피겨스케이팅 | 5  | 3  | 7  | 15   |
| 컬링         | 3  | 2  | 1  | 6    |
| 스켈레톤     | 3  | 1  | 5  | 9    |
| 봅슬레이     | 1  | 1  | 3  | 5    |
| 아이스하키   | 1  | 0  | 1  | 2    |
| 스노보드     | 0  | 0  | 2  | 2    |
| 프리스타일   | 0  | 0  | 1  | 1    |
| 쇼트트랙     | 0  | 0  | 1  | 1    |
| 합계 (8개)   | 13 | 7  | 21 | 41   |

- 위 집계에는 총 7개 메달 (금 1, 은 2, 동 4) 기록이 포함됐다. 각각 1908년 런던 올림픽과 1920년 안트베르펜 올림픽의 피겨스케이팅 종목에서 획득한 메달이다.

## 같이 보기
- 분류:영국의 올림픽 참가 선수

### 참고
1. ↑  북아일랜드에서 농구나 하키 등 대부분 종목의 선수들은 북아일랜드에 한정된 선수단이 아닌, 아일랜드 전역을 관할하는 선수단에 속한 경우가 많다. 따라서 이들 종목의 선수들은 사실상 아일랜드 공화국의 국가대표로 출전하게 되는 것이다.